# Deutsch-omanische Beziehungen
Die deutsch-omanischen Beziehungen werden vom Auswärtigen Amt als „gut und freundschaftlich“ bezeichnet. Deutschland gehört zu den wichtigsten Wirtschaftspartnern des Oman in den Bereichen, welche außerhalb der Erdölwirtschaft liegen.

## Geschichte
Erste Kontakte zwischen beiden Ländern lassen sich auf das 17. Jahrhundert zurückverfolgen, als der Arzt und Forscher Engelbert Kaempfer 1688 Maskat bereiste und die Stadt später in seinen Reiseberichten schilderte. 1867 heiratete die omanisch-sansibarische Prinzessin Salama bint Said den Hamburger Kaufmann Rudolph Heinrich Ruete und lebte später unter dem Namen Emily Ruete in Deutschland. Hier veröffentlichte sie die Autobiografie Memoiren einer arabischen Prinzessin.
Im britisch dominierten Oman brach in den 1960er Jahren in der Region Dhofar ein Aufstand aus. Darauf solidarisierten sich linksgerichtete Gruppen in Deutschland mit der marxistischen Rebellengruppe PFLO. Zu diesen Gruppen gehörte die Frankfurter Oman-Hilfe, das Solidaritätskomitee für die Unterstützung der Arabischen Befreiungsbewegung und die Volksfront für die Befreiung Omans. Der Konflikt endete in den 1970er Jahren mit dem Sieg der Zentralregierung und der Befriedung der Region.
Diplomatische Beziehungen zwischen der Bundesrepublik Deutschland und dem Oman wurden am 16. Mai 1972 aufgenommen. Eine deutsche Botschaft in Maskat wurde drei Jahre später eröffnet, mit Theodor Mez als erstem deutschen Botschafter im Oman. 1979 wurde der ehemalige NS-Gauleiter Hartmann Lauterbacher Berater von Sultan Qabus bin Said in Jugendangelegenheiten. In der Öffnung des Landes unter Sultan Qabus wurde Deutschland ein Partner bei der Modernisierung der Infrastruktur im Land. Nach der Unterzeichnung von mehreren Wirtschaftsabkommen wurde 2014 auch eine Absichtserklärung für die Intensivierung der Zusammenarbeit in den Bereichen Kultur, Bildung, Wissenschaft und Forschung unterzeichnet.

## Wirtschaftlicher Austausch
Zwischen beiden Ländern bestehen ein Investitionsschutz- und -förderungsabkommen (2010) und ein Doppelbesteuerungsabkommen (2012). Das gemeinsame Handelsvolumen lag im Jahre 2021 bei 765 Millionen Euro, womit der Oman den 87. Platz in der Rangliste der deutschen Handelspartner belegte. Deutschland importiert kein Erdöl aus dem Oman. Kooperationen gibt es beim Umweltschutz und bei der Förderung erneuerbarer Energien.
Unter den Touristen aus Europa im Oman sind die Deutschen die zweitgrößte Gruppe. Viele Omaner kommen für Medizintourismus nach Deutschland.

## Kulturelle Beziehungen
Die 1993 gegründete Deutsch-Omanische Gesellschaft dient der Förderung der bilateralen Kulturbeziehungen. Von omanischer Seite besteht die Omani-German-Friendship Association. Seit 2007 besteht die deutsch-omanische Privatuniversität German University of Technology in Oman, welche eine Partnerinstitution der RWTH Aachen ist. In Maskat bietet das Goethe-Institut Sprachkurse an und betreibt vom Regionalzentrum in Abu Dhabi aus Kulturarbeit.
Die Omanische Fußballnationalmannschaft wurde mehrmals von Trainern aus Deutschland gecoacht: Karl-Heinz Heddergott (1988–1989), Bernd Patzke (1990–1992) und Bernd Stange (2001). Die Nationalmannschaften beider Länder trafen 1998 erstmals in einem Freundschaftsspiel aufeinander, welches die deutsche Auswahl mit 2:0 für sich entscheiden konnte. Ein weiteres Spiel fand 2022 in Vorbereitung auf die Fußball-Weltmeisterschaft 2022 statt, welches Deutschland dieses Mal mit einem knappen 1:0 gewinnen konnte.

## Diplomatische Vertretungen

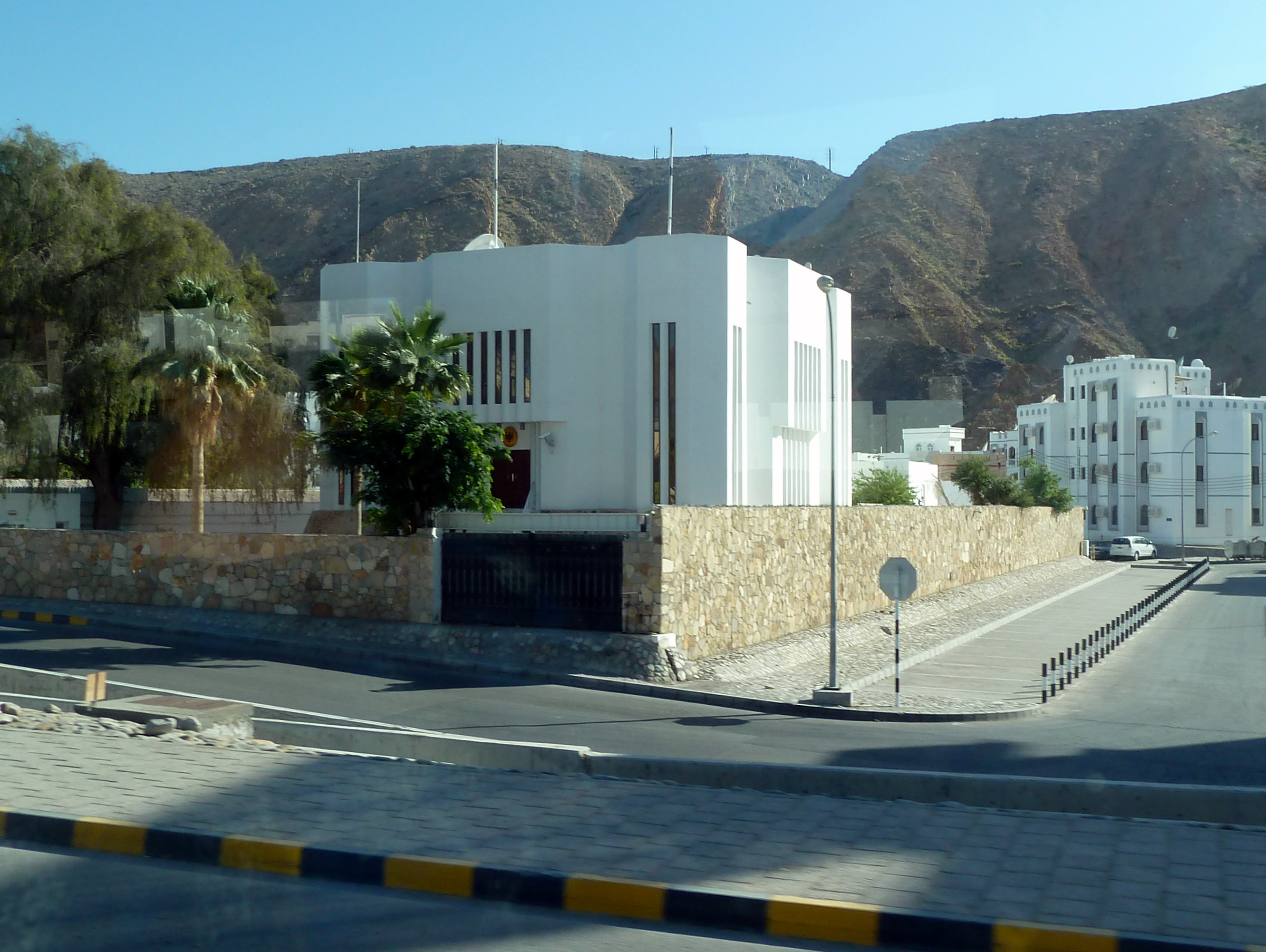
Alte Deutsche Botschaft in Maskat bis 2017

- Deutschland hat eine Botschaft in Maskat.[7]
- Der Oman hat eine Botschaft in Berlin.[8]